# 中予分水
中予分水（ちゅうよぶんすい）は、水資源が乏しい愛媛県の中予地方に向け余裕のある地域から導水（分水）する、またその事業計画。

## 概説
愛媛県では松山市を中心とした中予地方、特に道後平野（松山平野）一帯は、雨が少なく、水資源の確保が長年の課題となっている。ただ、水利権の問題があって、南予地方や高知県側のダムから分水できない事態が続いている。
1994年秋の大旱魃では、重信川の支流の一つである石手川にあり、松山市の上水のおよそ半分を供給している石手川ダムが枯渇（貯水率ゼロとなった）して水道が断水した。この時、水利権の問題、特に農業用水・工業用水と上水その他との配分、面河ダムの水利権問題がクローズアップされ、市民の関心を呼ぶところとなった。この時、自己防衛策として井戸を掘る市民や事業所も多かった。ただ、松山平野の自治体の中でも重信川の伏流水からの地下水を主たる水源とする伊予郡松前町においては断水等は発生しなかった。

## 分水計画
- 南予からの分水
南予地方からの分水問題では、肱川水系に山鳥坂ダムを建設し、そこから分水を図る構想があったが、高コストとなるため、事実上松山市が導水を断った。このため、南予からの分水の可能性は消えた。ダムそのものについては、上水確保の目的は消滅したが、洪水調整等の目的のため、建設計画が進められている。
- 高知県からの分水
仁淀川水系の面河ダムの建設の際に、道後平野への農業用水とともに上水の供給が構想されたが、当時の松山市が費用負担を懸念して、断った。このことが尾を引いて、今日に至るまで上水としては水は引かれていない。なお、面河ダムからの水は農業用水としては利用されており、松山平野の水田を潤している。
1994年の渇水の際には、愛媛県知事が高知県知事に特例としての分水を依頼し実現した。当時は、愛媛県と高知県の関係は必ずしも芳しくなかったが、そうしたことを言っておれない事態であった。
四国南北の分水嶺は松山近辺については大きく北へ寄っている。面河ダムは愛媛県久万高原町にあり、水源地は同町であり、正確には「高知県からの」水ではないが、仁淀川水系で最終的には高知県へ流れ込むため、便宜上、「高知県からの分水」とした。
- 西条からの分水
愛媛県西条市の加茂川水系の黒瀬ダムからの分水構想が浮上してきた。道後平野の水不足不安が消えないことに加え、同ダムから導水している工業用水に余裕が生じているためである。2006年1月、松山市は分水を要望した。これが実現すれば、ダムを管理する愛媛県の工業用水会計の収支改善も図ることができることから、一石二鳥とあって愛媛県当局では乗り気である。松山市をはじめとした中予地方の自治体はお願いする立場であるが、愛媛県の加戸守行知事と松山市の中村時広市長との関係の良さもあって、期待する向きもある。愛媛県では工業用水を使う立場の西条市及び新居浜市に、2006年秋頃までに工業用水の見通しを示すよう求めている。ただ、地元の西条市は自噴水・うちぬきで知られる水の豊かな地域であるが、1994年の渇水の際には井戸の枯れる地域もあったとして、地下水等に影響が出るのではないかとの不安の声も上がっており、各種団体も反対の姿勢を堅持しており、伊藤宏太郎市長も反対の立場である。2010年初に中村市長の意を受けて松山市民による分水の署名活動が行われたが、西条市側ではこれに不快感を示す向きもあり、分水反対の立場は変わっていない。
2010年9月27日、加茂川及び黒瀬ダムの水資源の有効活用その他の水問題に関する協議を行うため、愛媛県、西条市、新居浜市及び松山市の4者で「水問題に関する協議会」が設立された[1]。
2019年6月17日、6月4日付けで実施した書面開催による各市の意見、県からの「6つの提案」に対する各市の対応状況、更には本協議会が水問題の議論の進展に十分に役割を果たしてきたと認められること等を総合的に検討した結果、愛媛県は本協議会を維持すべき環境にはないと判断し協議会は廃止された[1]。

## 節水対策
松山市をはじめとする自治体は、1994年の渇水の教訓を元に食器洗い機等の節水機器に補助金を出す等節水政策を進めているが、決め手にはならない。抜本的には事実上、上記の導水によるほかない状況である。このため、未だに水不足の不安は解消していない。夏から秋にかけて雨の少ない日々が続くと、ダムの貯水率に関心が高まる状態となる。
また、上水道は巨大インフラ型の事業であり、設備投資経費及び金利負担が大きく、皮肉なことに、市民が節水すればするほど、水道事業としては減収、採算悪化を招くというジレンマがある。

## その他
特に松山市における水資源確保を目的としていることから、『松山分水』といわれることがある。
この分水は、加戸守行の引退に伴って行われる2010年の愛媛県知事選挙における争点ともなっており、中村時広は松山市長を辞して立候補。これに、学者の立場から反対を表明していた元愛媛大学学長の小松正幸も立候補して対し、両者に日本共産党の新人・田中克彦を加えた3人による選挙戦となった。